# Korenmarkt (Arnhem)
De Korenmarkt is een plein in het centrum van Arnhem, hoofdstad van de Nederlandse provincie Gelderland. Het plein grenst aan het Willemsplein. Ook de Pauwstraat, de Nieuwe Plein en de Korenstraat komen uit op het plein.
De Korenmarkt behoort door de vele horecagelegenheden en terrasjes tot de bekendste uitgaansgebieden in Arnhem en biedt plaats aan verschillende evenementen. Met Koningsdag en Hemelvaart vinden op de Korenmarkt evenementen plaats. De Gelderse hoofdstad behoort tot de populairste steden van Nederland voor Koningsdag festiviteiten.

## Geschiedenis
Naarmate Arnhem in omvang en belang groeide werd bescherming belangrijker. Al in de dertiende eeuw had Arnhem een omwalling, die in de loop der tijd werden versterkt met stadsmuren, poorten en torens. Dit heeft vooral gezorgd dat er markten, pakhuizen en logementen in het centrum ontstonden. Begin 19e eeuw besloot Koning Willem I dat Arnhem als een van de eerste steden zijn stadswallen mocht afbreken. Doordat Arnhem aangesloten raakte op de Rijn- en Hanzeweg heeft het gebied vooral een handelsfunctie gekregen. Vroeger heette de Korenmarkt de Nije Merckt (Nieuwe Markt). Dit was een graanmarkt sinds 1563. In 1845 besloot de Arnhemse gemeenteraad om de graankooplieden beschutting te geven bij hun handel. Op de Korenmarkt werd een open galerij gebouwd met koepeldak. In 1899 werd dit afgebroken om plaats te maken voor de Korenbeurs. Tot aan het begin van de Eerste Wereldoorlog vond de graanhandel plaats in dit gebouw. Tevens was De Korenbeurs een van de tijdelijke opvanglocaties voor de vele Belgische vluchtelingen die Nederland binnenkwamen. In 1916 werd de beurs in gebruik genomen door kunstvereniging Artibus Sacrum. Sinds 1973 was het een bioscoop van Focus filmtheater. In 2018 vertrok Focus naar een nieuw pand op het Audrey Hepburnplein. De Korenbeurs wordt vervolgens verbouwd tot een foodhal.
Op de Korenmarkt bevindt zich ook een voormalig Luthers kerkgebouw. De Lutherse kerk werd gebouwd op de locatie waar tot dan toe het huis Bontenburch had gestaan. In dit huis, dat steeds meer vervallen raakte, werd sinds 1657 Lutherse geloofsbijeenkomsten gehouden. Tijdens de Franse tijd in Nederland werd de kerk gebruikt als overnachtingsplaats voor soldaten. In 1898 verliet de Lutherse gemeente de kerk en verhuisde naar een nieuwe kerk aan de Spoorwegstraat. Nadat het pand in 1898 uit haar functie is ontheven, is het gebruikt als graanpakhuis en horecagelegenheid.  Naast twee rijksmonumenten kent het plein verschillende panden die aangewezen zijn als gemeentelijk monumenten.
Sinds de jaren 60 ligt de nadruk op horeca en is de Korenmarkt een belangrijk uitgaanscentrum geworden. Met Koningsdag en Hemelvaart vinden op de Korenmarkt evenementen plaats. De Gelderse hoofdstad behoort tot de populairste steden van Nederland voor Koningsdag festiviteiten.

## Foto's

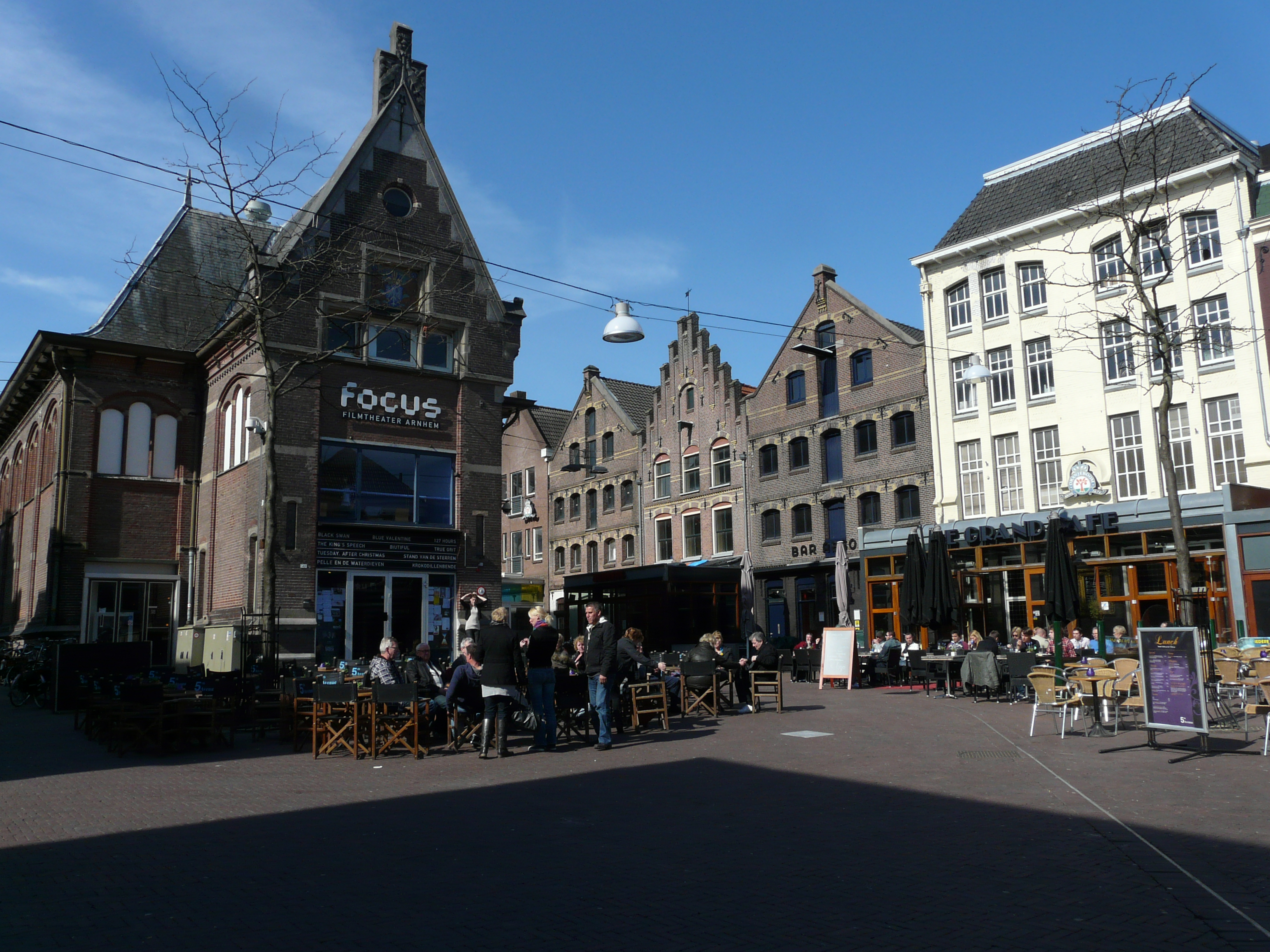
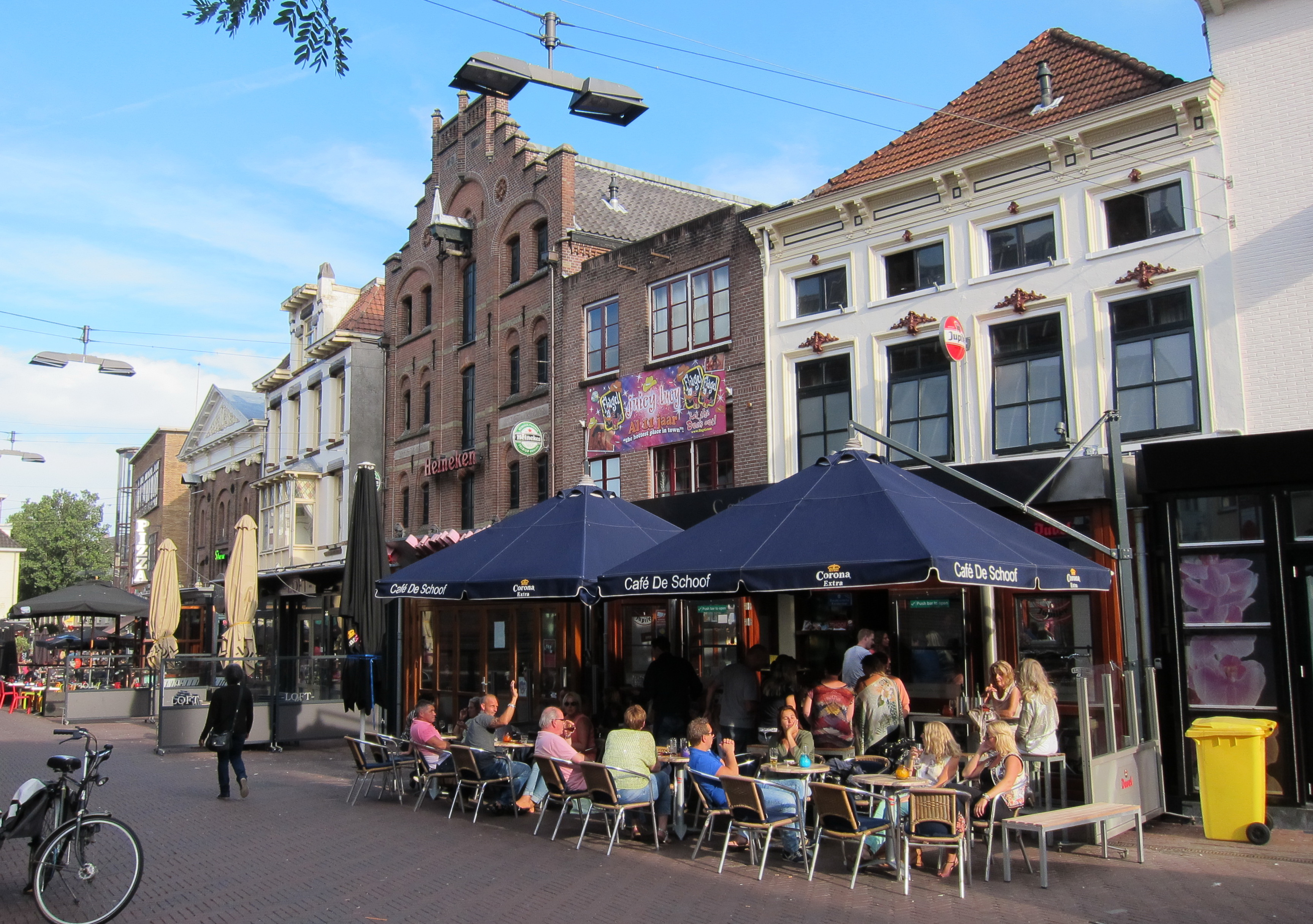
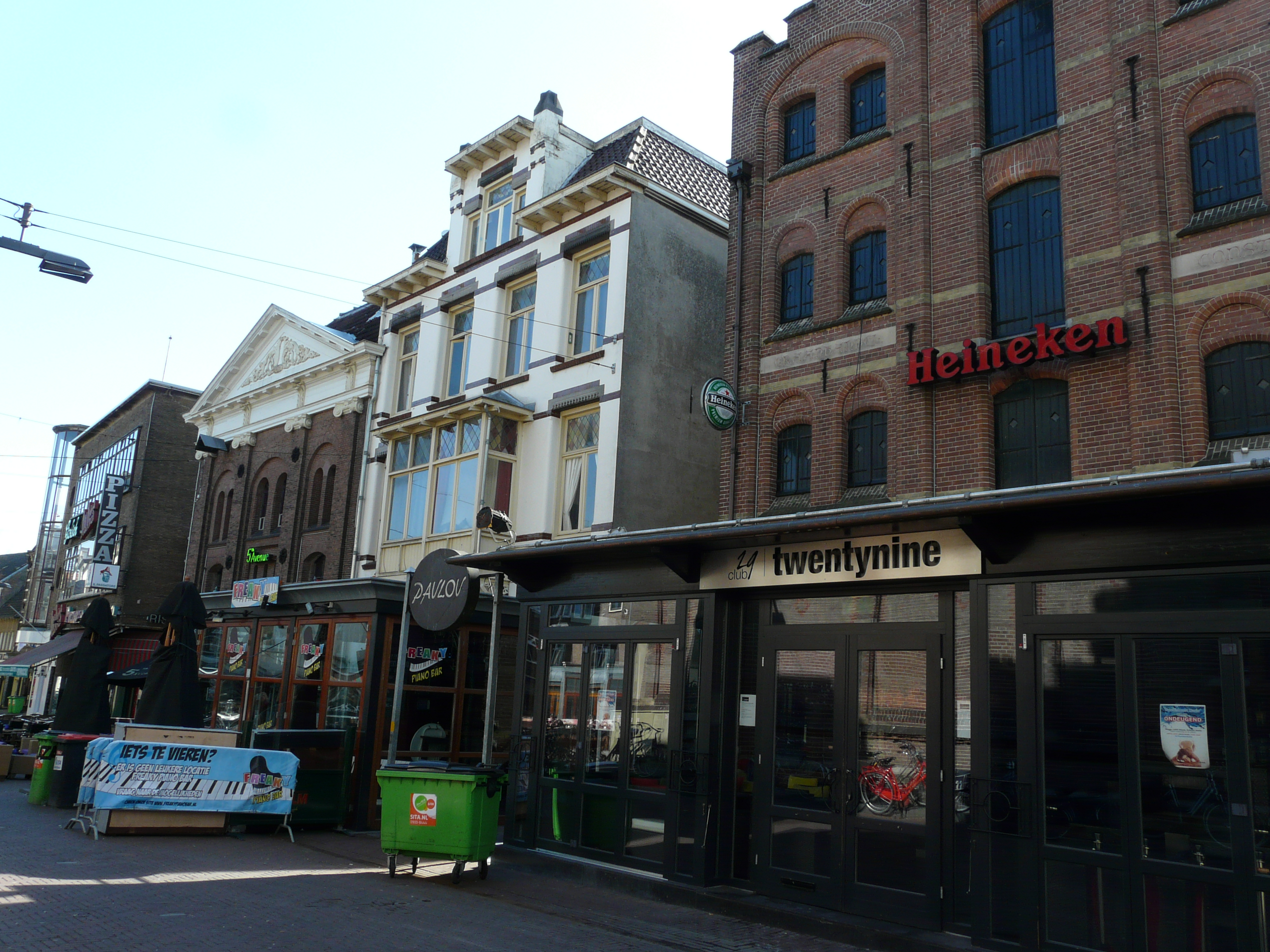
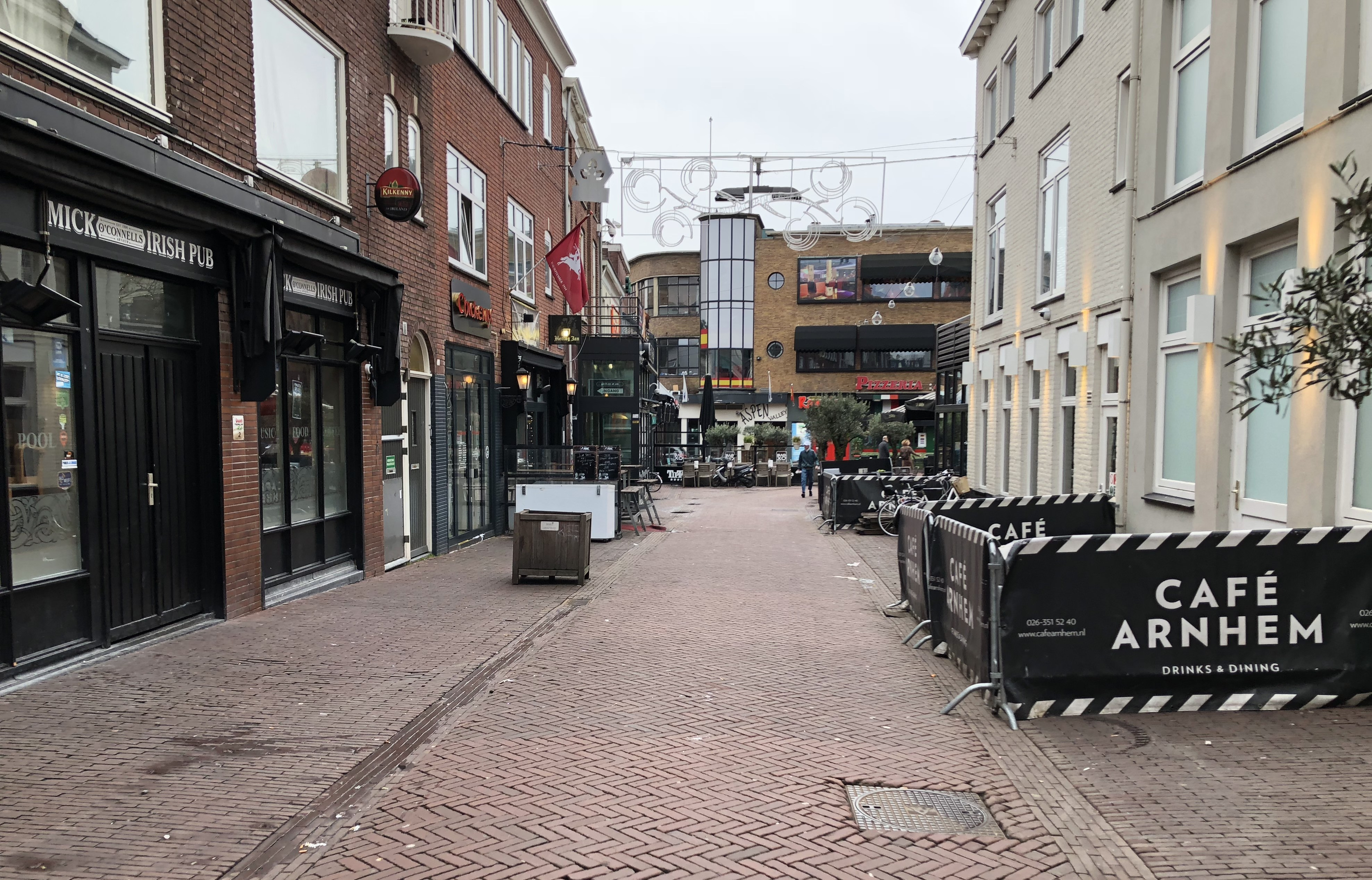
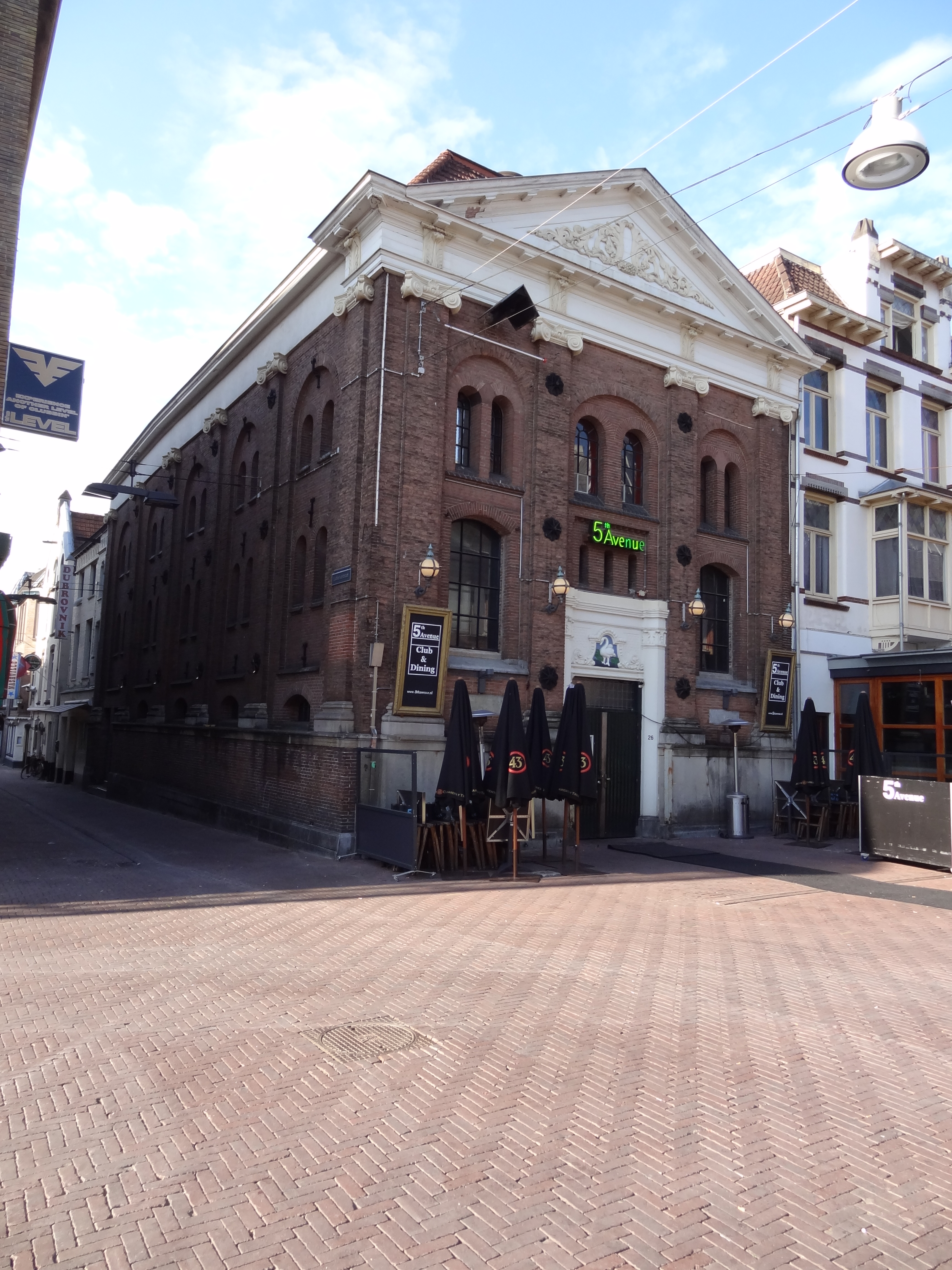